# Májová pobožnost
Májová pobožnost je oblíbená lidová mariánská pobožnost, která má své místo v římskokatolické církvi.
Už ve středověku je možné zaznamenat zvláštní mariánské pobožnosti spojené s měsícem květnem. Šiřitelé křesťanství se snažili tímto způsobem převážit vliv pohanských májových slavností římského a germánského původu. Pravý rozmach ve vývoji májových pobožností započal teprve v 17. století až se na konci 19. století ustálil do dnešní podoby každodenního slavení po celý měsíc květen.[zdroj?]
Pobožnosti se konají denně obvykle navečer před ozdobeným oltářem nebo sochou Panny Marie. Neexistuje žádný závazný liturgický předpis o její formě. Květen se často z velké části překrývá s velikonoční dobou liturgického roku, proto Kongregace pro bohoslužbu a svátosti doporučuje, aby se tímto druhem pobožnosti více osvětlovala účast Panny Marie na velikonočních a letničních událostech.
Pobožnost může vést duchovní i laik v kostele, ale i mimo něj třeba u Božích muk v polích. Jedná se obvykle o sled mariánských písní, modliteb, litanií, případně naučné náboženské četby.
Růženec je důležitým prvkem mariánské úcty.
Měsíc květen je zakončen liturgickým svátkem Navštívení Panny Marie, což může májovým pobožnostem dodat slavnostní závěr.